# 3129 Bonestell
3129 Bonestell eller 1979 MK2 är en asteroid i huvudbältet som upptäcktes den 25 juni 1979 av de båda amerikanska astronomerna Eleanor F. Helin och Schelte J. Bus vid Siding Spring-observatoriet. Den är uppkallad efter Chesley Bonestell.
Asteroiden har en diameter på ungefär 7 kilometer.